# Ditrichum subaustrale
Ditrichum subaustrale är en bladmossart som beskrevs av Brotherus 1908. Ditrichum subaustrale ingår i släktet grusmossor, och familjen Ditrichaceae. Inga underarter finns listade i Catalogue of Life.